# Samsung S5620
A Samsung S5620 (vagy ismertebb nevén Samsung Monte) egy érintőképernyős zárt rendszerű (TouchWiz 2.0 Plus) multimédiás mobiltelefon. A készüléket a gyártó 2010 márciusában jelentette be, és viszonylag hamar megjelent a magyar Telenor (akkori nevén Pannon) mobilszolgáltató kínálatában.
A telefonon egy 3 hüvelykes kapacitív érintőképernyő található, amely 240x400 pixel felbontású, és 262.144 színű. A telefon egy 3,2 megapixeles elsődleges kamerával és egy VGA felbontású másodlagos kamerával rendelkezik. A másodlagos kamera a videotelefonálásra szolgál. Ebből adódóan a készülék 3G adatátvitelre is képes. A készülék gyári böngészője (Dolfin 1.5) támogatja a flash tartalmakat. A készülékbe Bluetooth és 802.11 b/g szabványokat támogató Wi-Fi és egy AGPS modul is került. A készülék zenelejátszója képes a zenéket ID3 tagek alapján rendezni és van néhány előre beállított hangzáskép a hangszínszabályzóban, újakat azonban nem lehet létrehozni. FM rádió is található a készülékben, ami RDS-képes és rögzíteni is tudja a rádióadást. A telefon belső tárhelye körülbelül 200Mb, de ez bővíthető MicroSD memóriakártyával, maximum 16 Gb-ig.